# 83 (szám)
A 83 (római számmal: LXXXIII) a 82 és 84 között található természetes szám.

## A szám a matematikában
A tízes számrendszerbeli 83-as a kettes számrendszerben 1010011, a nyolcas számrendszerben 123, a tizenhatos számrendszerben 53 alakban írható fel.
A 83 páratlan szám, prímszám, kanonikus alakja 831, normálalakban a 8,3 · 101 szorzattal írható fel. Két osztója van a természetes számok halmazán, ezek növekvő sorrendben: 1 és 83.
Három egymást követő (23 + 29 + 31), illetve öt egymást követő (11 + 13 + 17 + 19 + 23) prímszám összege.
A 83 az Eisenstein-egészek körében Eisenstein-prím. Biztonságos prím. Pillai-prím.
Sophie Germain-prím.
Chen-prím.
Erősen kotóciens szám.
A 83 négy szám valódiosztóösszeg-függvényeként áll elő, ezek a 237, 781, 1357 és 1537.

## A tudományban
- A periódusos rendszer 83. eleme a bizmut.
- A Messier-katalógusban a 83. számmal a Déli Szélkerék-galaxis szerepel.